# 中美洲工人革命党

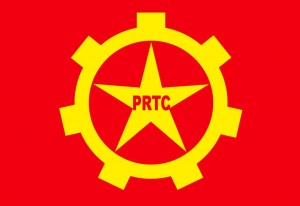
中美洲工人革命党旗帜

中美洲工人革命党（西班牙語：Partido Revolucionario de los Trabajadores Centroamericanos，缩写为PRTC）是中美洲历史上的一个左翼跨国政党。该党受马克思列宁主义、切·格瓦拉以及越南民族解放斗争经验的启发。该党曾被其他革命团体指责为托洛茨基主义，但该党否认这一指控。

## 历史
该党形成于1975年，由1972年萨尔瓦多大选后离开人民革命军的一个派别创建。1975年，该党的秘密筹建大会在哥斯达黎加、洪都拉斯和萨尔瓦多举行，并在这些国家设立临时的“区域领导层”。该党还在墨西哥和美国建立支部，并与伯利兹、危地马拉、尼加拉瓜和巴拿马的活动家建立联系。1975年4月，解放联盟作为一个跨行业的群众阵线成立，后来成为该党的一个外围组织。1975年12月，该党的全体代表大会召开，来自中美洲各国的代表出席。1976年1月25日，该党在哥斯达黎加首都圣何塞正式成立，法比奥·卡斯蒂略·菲格罗亚为该党的总书记。该党采用民主集中制作为组织原则。
1976年—1978年，该党在中美洲各国（尼加拉瓜除外）建立组织，领导机构设在哥斯达黎加。在危地马拉，该党的几位领导人后来加入武装人民组织。在萨尔瓦多，区域领导层由马里奥·洛佩斯（别名：指挥官文南西奥，区域书记）、曼努埃尔·费德里科·卡斯蒂略、路易斯·迪亚斯、温贝托·门多萨、尼迪亚·迪亚斯和霍金·莫拉莱斯·查韦斯组成。
1979年4月，该党的第二次代表大会在洪都拉斯首都特古西加尔巴举行。大会选举何塞·玛丽亚·雷耶斯·马塔博士为新任总书记，并成立作为新领导机构的中美洲政治委员会，该委员会由每个中美洲国家的1名成员组成。
1979年，该党在萨尔瓦多建立一系列新的群众组织。解放联盟的农会组织被改组为一个独立的组织，即农村工人旅。其他新的群众组织包括中学生革命旅和基层工人委员会。人民解放运动作为该党的群众组织的总机构成立。1980年1月，人民解放运动参与创建立革命群众协调，同年4月，革命群众协调与萨尔瓦多民主阵线合并为革命民主阵线。1979年，该党建立一个武装组织，称为人民解放武装力量。
1980年8月，该党在萨尔瓦多的主要领导人路易斯·迪亚斯“失踪”。
1980年10月，该党中央委员会会议在马那瓜举行，决定解散该党的中美洲领导机构，将各国分支转变为独立的政党。会议成立中美洲革命政党会议，作为各国中美洲工人革命党的协调机构。这一变化是为了让中美洲工人革命党萨尔瓦多分支能够加入法拉本多·马蒂民族解放阵线。中美洲工人革命党—萨尔瓦多于1980年12月5日成为法拉本多·马蒂民族解放阵线的成员。洪都拉斯中美洲工人革命党则继续进行武装斗争。